# Garbling
Garbling è il termine con cui viene denominato, nell'ambito dei radar di sorveglianza (in particolare il controllo del traffico aereo effettuato con SSR), un fenomeno di fusione degli echi, dovuto al sovrapporsi delle risposte di due o più bersagli che si trovano in stretta prossimità entro lo stesso fascio radar.
Infatti se due aeromobili sono nello stesso fascio e la separazione tra i rispettivi impulsi di risposta è minore di 1.65 Nm (20,3 µs), gli echi si sovrappongono rendendo difficile una corretta decodifica dei segnali. Il caso peggiore è quando la separazione azimutale è talmente piccola che gli echi da entrambi i velivoli corrispondono in tutte le interrogazioni multiple effettuate dal SSR.
Una situazione più semplice da gestire è quando il garbling avviene a causa di un fruit (false replies unsynchronized in time), che avviene quando il transponder di un aeromobile è interrogato da un impianto SSR ma la replica viene ricevuta da un secondo SSR in modo inatteso.
Il problema del garbling è stato in buona parte risolto dal SSR a monoimpulso (monopulse), modalità in cui l'azimut viene determinato con un solo impulso di risposta contro la dozzina del sistema tradizionale.